# شوتو اینابا
شوتو اینابا (انگلیسی: Shuto Inaba؛ زادهٔ ۲۹ ژوئن ۱۹۹۳) بازیکن فوتبال اهل ژاپن است.